# Rolf Probala
Rolf Probala (* 23. September 1946 in Luzern) ist ein Schweizer Ethnologe, Journalist und Kommunikationshandwerker.

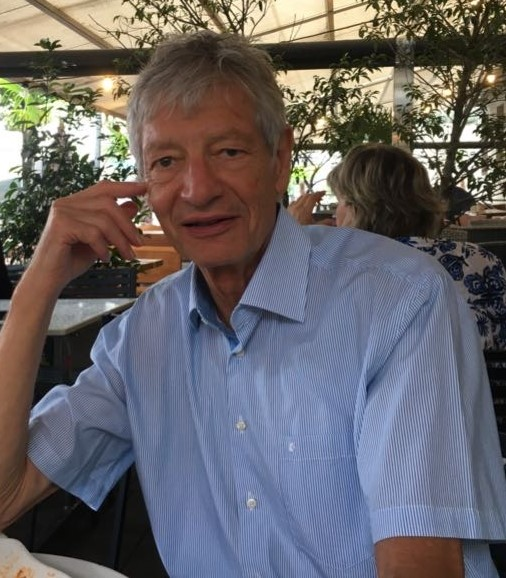
Rolf Probala (2022)

## Leben
Rolf Probala absolvierte eine kaufmännische Lehre, erwarb berufsbegleitend die eidgenössische Matura und studierte von 1971 bis 1977 Ethnologie, Wirtschafts- und Sozialgeschichte an der Universität Zürich. Das Studium schloss er 1977 nach einem Feldforschungsaufenthalt im Osten Irans bei Lorenz Löffler mit einer Lizenziatsarbeit zu den Auswirkungen der «Weissen Revolution» auf ein iranisches Dorf ab. Von 1978 bis 1990 arbeitete er als Reporter, Redaktor, Moderator und Teamleiter für unterschiedlichste Sendegefässe beim Schweizer Radio DRS 1, 2 und 3 (heute Radio SRF).  Im Jahr 1991 wechselte er in die Redaktion der Tagesschau des Schweizer Fernsehens DRS (heute SRF), wo er als Reporter und Redaktor und ab 1993 auch als Moderator der neu geschaffenen «Tagesschau am Mittag» tätig war. 1994 wurde er Redaktionsleiter der Tagesschau und führte das Tagesschau-Team während fünf Jahren. Daneben wirkte er als Co-Moderator der philosophischen Sendung Sternstunde Philosophie (mit Klara Obermüller und Erwin Koller). Im Januar 2000 übernahm er die Position des Kommunikationsleiters und Mediensprechers der ETH Zürich. Er baute die Kommunikationsabteilung der Hochschule zu einer Unternehmenskommunikation aus und fokussierte sie auf den Dialog mit der Öffentlichkeit, die Digitalisierung und den internationalen Wettbewerb um Talente.
2007 machte sich Rolf Probala als «Kommunikationshandwerker» selbständig. Seither arbeitet er als Freelancer mit Schwerpunkt Wissenschaftskommunikation und Medien. Er realisiert strategische Projekte, moderiert Podien und Workshops, produziert Videos für Hochschulen und Unternehmen und schreibt Texte. Von 2007 bis 2014 betreute er im Auftrag der ETH Zürich das populäre Wissenschaftsprogramm «Treffpunkt Science City». Von 2009 bis 2010 war er Festivaldirektor der Rose d’Or, des internationalen Wettbewerbs für Fernsehunterhaltung.
Neben seiner beruflichen Tätigkeit beschäftigte sich Rolf Probala als Ethnologe mit aktuellen Fragen rund um Flucht, Migration und Integration. Zwischen 1979 und 1983 führte er mehrere kürzere Feldstudien zur Situation der tamilischen Teeplantagenarbeiter im Hochland von Sri Lanka und zu deren Rückführung nach Südindien durch. 1984 koordinierte er im Auftrag der Schweizer Hilfswerke HEKS, Caritas, Schweizer Flüchtlingshilfe, Brot für Brüder, Fastenopfer, Helvetas und Swissaid die «Projektstudie Tamilen» zum Umgang mit tamilischen Asylsuchenden aus Sri Lanka und deren Perspektiven. Für die Radiosendung «Fremd im eigenen Land», die der Überfremdungsangst vieler Schweizerinnen und Schweizer öffentlich eine Stimme verlieh, erhielt er 1990 den Radiopreis der Zürcher Radiostiftung.  Als 1991 die Schweizerische Eidgenossenschaft ihr 700-jähriges Bestehen feierte, war er einer der Initianten der «Aktionsgemeinschaft CH 701», die einen Perspektivenwechsel von der vier- zur vielkulturellen Schweiz forderte und in der Folge eine Reihe von Projekte dazu durchführte. 1995 wurde Rolf Probala in die neu geschaffene Eidgenössische Kommission gegen Rassismus berufen, deren Mitglied er bis 2003 war.
In den 1970er-Jahren war Rolf Probala Teil der Schweizer Liedermacherszene. Er schrieb zwischen 1969 und 1980 rund 50 schweizerdeutsche Chansons, erhielt 1970 einen Plattenvertrag bei EMI Records, produzierte zwischen 1971 und 1975 eine Single und zwei LPs und trat bei Festivals, in Kleintheatern und in Fernsehsendungen auf.
Rolf Probala ist seit 1979 mit Riyoko Oguma aus Japan verheiratet. Das Paar hat zwei Söhne.

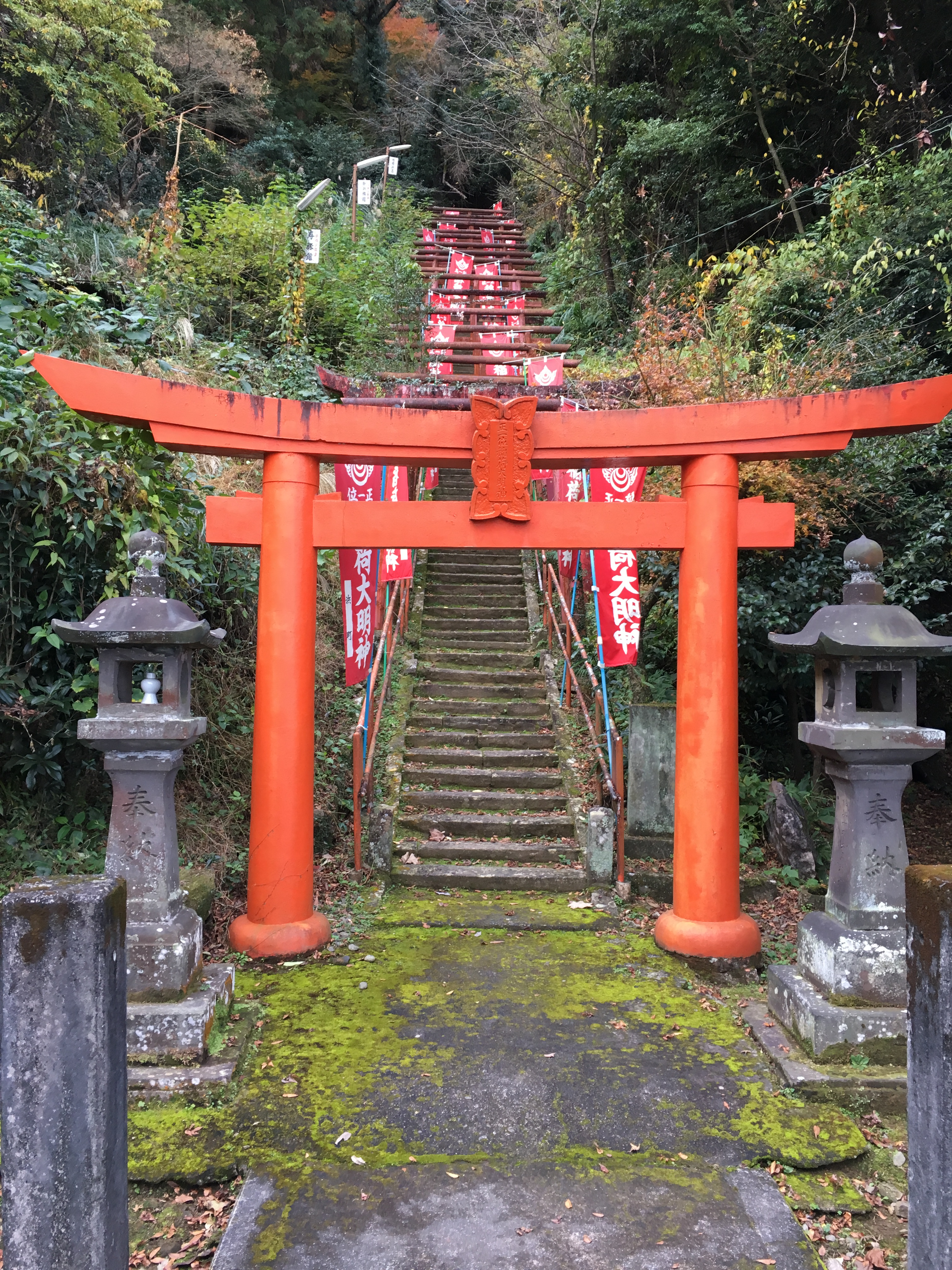
Zugang zu einem Schrein in Japan

## Werke
- Aus heiterem Himmel. 16 Variationen der Weihnachtsgeschichte. Theologischer Verlag, Zürich 2020, ISBN 978-3-290-18335-6 (Print), ISBN 978-3-290-18336-3 (E-Book).
- Un clin d’œil du Ciel. 19 variantes du conte du Noël. Rolf Probala Communications, Kilchberg 2021.
- Zurück nach Indien. Die erzwungene Rückwanderung der Indien-Tamilen von Sri Lanka nach Südindien. In: Migration in Asien. Abwanderung, Umsiedlung und Flucht (= Ethnologica Helvetica. Nr. 7). Schweizerische Ethnologische Gesellschaft 1983, ISBN 3 260 05025 6.
- Schweizer Liedermacher 1. Portraits und Materialien. Zytglogge Verlag, Bern 1976, ISBN 3 7296 0056 7.

## Diskografie
- Supermärt / Mini Fründin, Single 1970. EMI Records Columbia 3 E 006-22551.
- Rolf Probala singt Schwizer Chansons, LP 1972. EMI Records Columbia 3 E 062-33552.
- D Helvetia isch ab, LP 1974. EMI Records Columbia 3 E 062 33782.

## Filme
- Der Bergkristall auf YouTube. Dokumentarfilm über die Entstehung und den Bau der neuen Monte-Rosa-Hütte. Holcim und ETH Zürich, 2009.
- Zur Geschichte der Ethnologie Zürich. Vier Videointerviews mit Persönlichkeiten aus der «Gründerzeit» des Ethnologischen Seminars: Annik Tonti, Danielle Bazzi, Hanspeter Müller, Heinz Nigg, Mario Erdheim.  Institut für Sozialanthropologie und empirische Kulturwissenschaft, Universität Zürich, 2016.
- Passion for Korea. Filmportrait der Schweizer Koreanistin Martina Deuchler, einer Pionierin in der Erschliessung der Sozialgeschichte Koreas. Völkerkundemuseum der Universität Zürich, 2018.